# Observatorul La Silla

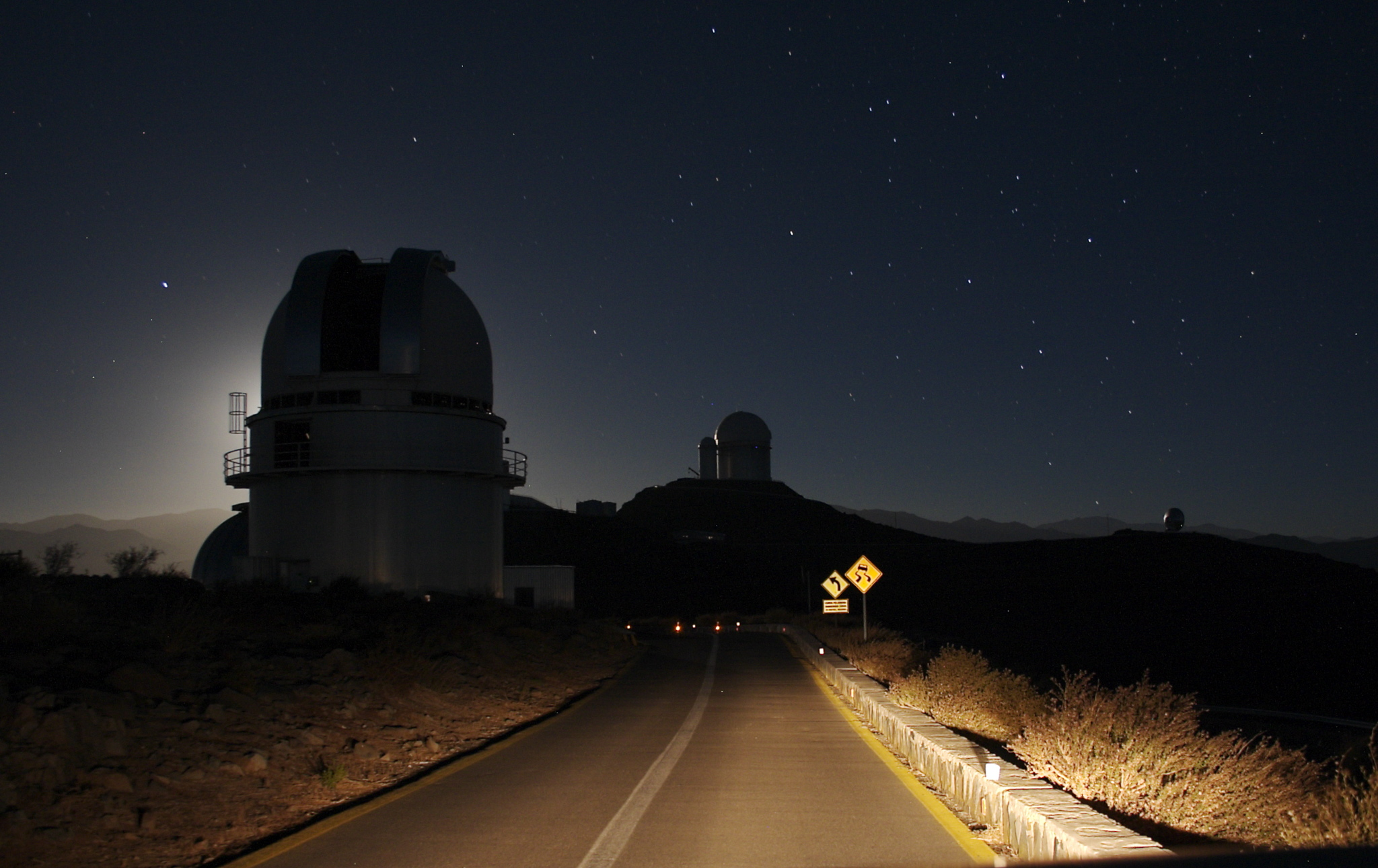
Vedere nocturnă a Observatorului La Silla

Observatorul La Silla este un observator astronomic situat la La Silla, în Chile.

## Sit
La Silla găsește la o altitudine de vreo 2.400 de metri, la marginea de sud a deșertului Atacama, la 160 de kilometri nord de orașul La Serena și la 600 km nord de Santiago. Observatorul american de la Las Campanas este vizibil din La Silla. Situl are coordonatele geografice următoare: latitudine, 29º 15,3' Sud; longitudine, 70º 44,3' Vest. Fiind departe de orice sursă de poluare luminoasă, observatorul beneficiază de unul din cerurile nocturne cele mai întunecate de pe planetă..
La Silla este un loc unde poate fi observată raza verde (cf. galerie), iar locul prezintă și un interesant sit de petroglife (cf. galerie), dintre care unele pot fi  văzute.Format:Lien brisé.

## Istorie
La Silla este primul observator al Observatorului European Austral (ESO - European Southern Observatory). Este compus din 19 telescoape / cupole, deși astăzi cele mai multe sunt închise și scoase din serviciu. La Silla rămâne totuși cel mai mare observator al Emisferei sudice. ESO exploatează acolo mai multe telescoape, iar cea mai mare parte dintre ele sunt cele mai productive din lume.  Observatorul La Silla a fost primul observator de clasă internațională care a primit « ISO 9001 ».
La origine, La Silla se numea « Chinchado », dar a fost redenumit după forma sa. Într-adevăr, « La Silla » semnifică « scaunul » sau «șaua» în spaniolă.

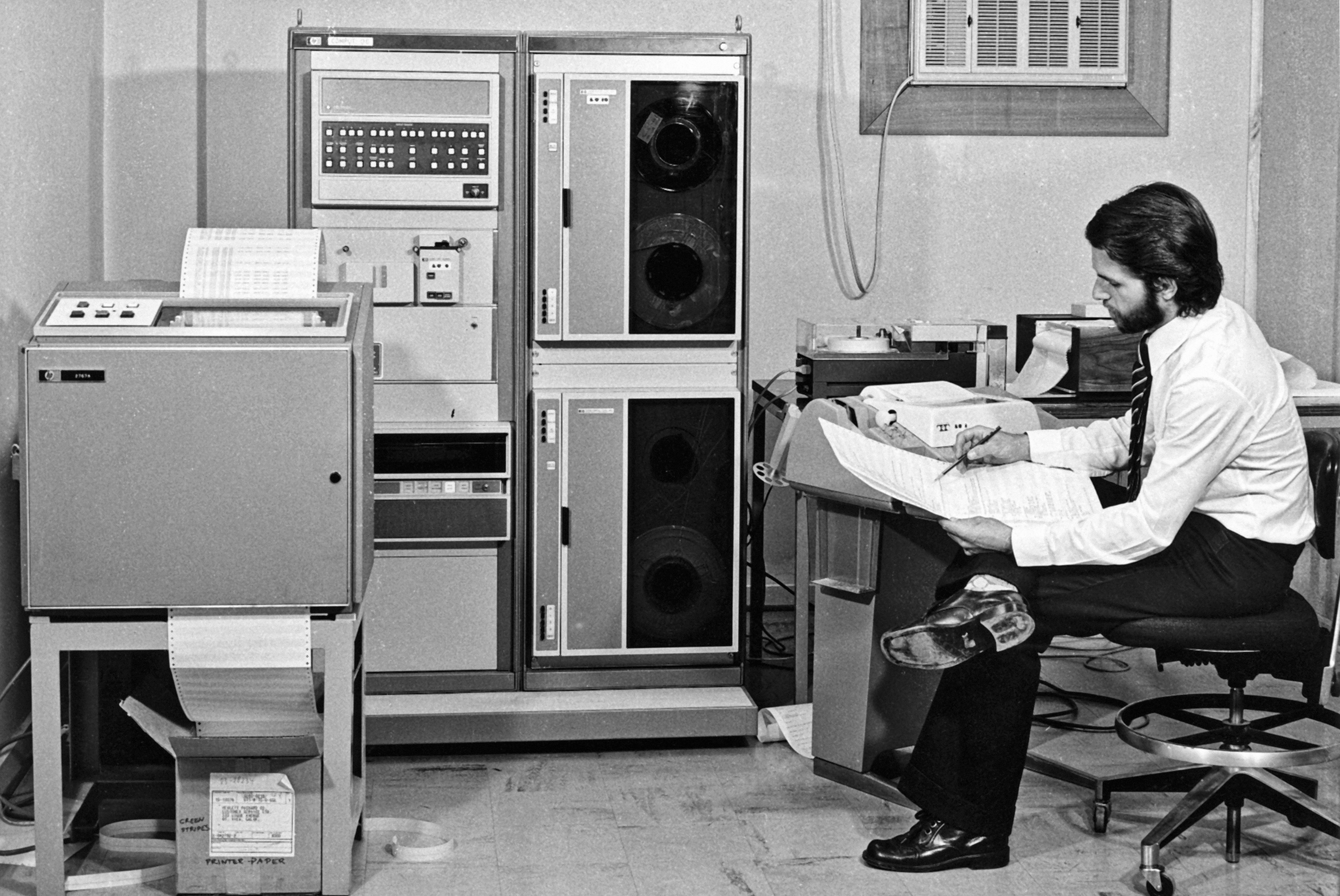
Prelucrarea datelor obţinute de ESO-1 cu ajutorul unui calculator HP, în 1974

## Instalații

### Telescoapele

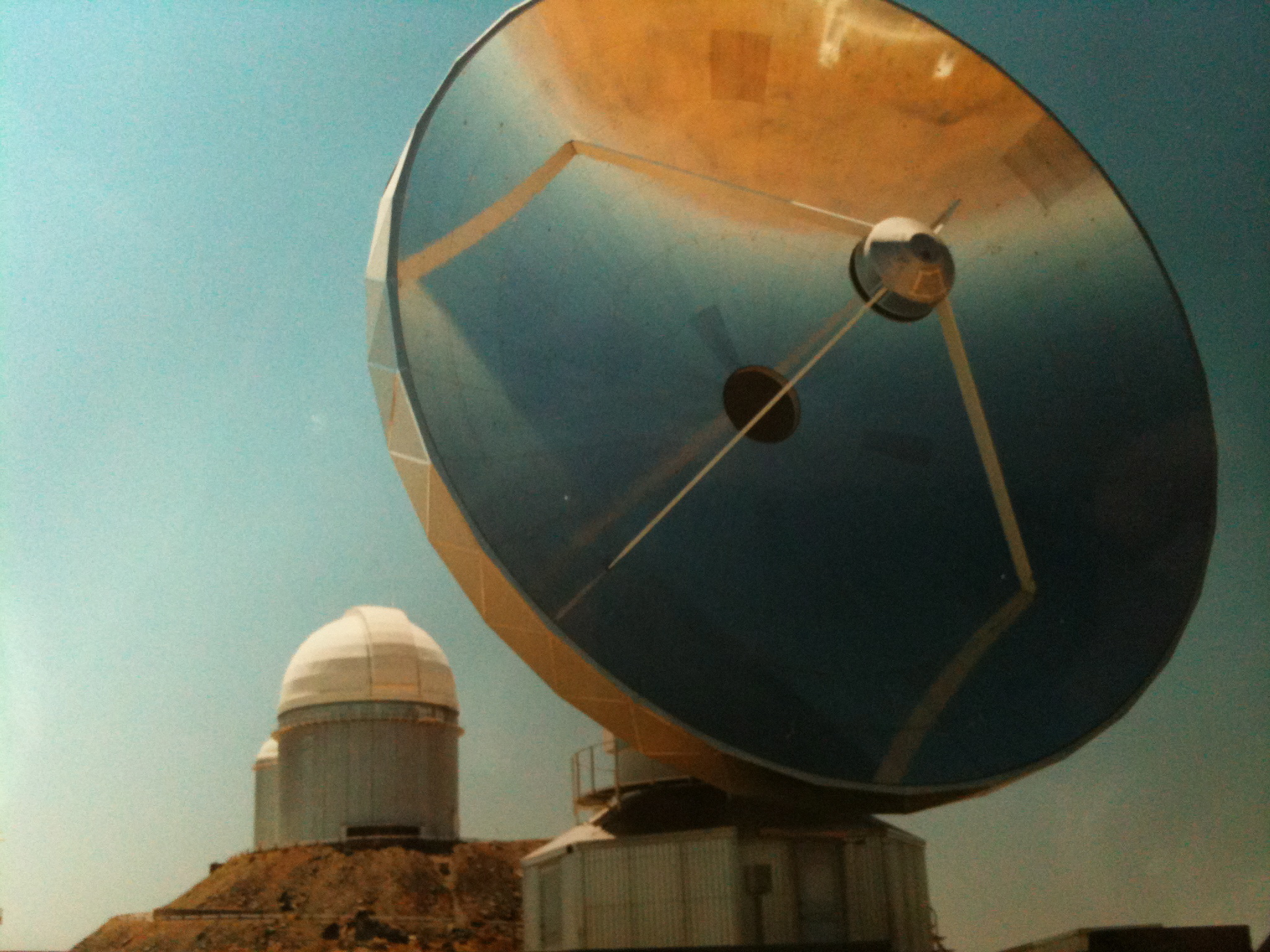
Swedish-ESO Submillimetre Telescope (SEST 15 m)

Telescoapele prezente  (sau din trecut) la La Silla sunt:
| Numele                                   | Detalii |
| ---------------------------------------- | --- |
| NTT                                      | New Technology Telescope. Oglindă primară de 3,58 m. Construit și utilizat de ESO. Unul din primele telescoape cu optică activă, și banc de testare pentru VLT.                                          |
| 3,6 m                                    | Construit și operat de ESO |
| 2,2 m                                    | Construit de MPG (Max-Planck Institute in Garching), utilizat de ESO |
| ESO 1,5 m                                | Construit de ESO, acum este scos din serviciu. Un telescop identic există la Observatoire de Haute Provence; (OHP).                                                                                      |
| ESO 1 m                                  | Construit de ESO, acum este scos din serviciu. Unul din sigurele telescoape de la La Silla unde este încă posibil să observi cu ochiul.                                                                  |
| ESO 0,5 m                                | Construit de ESO, acum este scos din serviciu. |
| DENIS 1 m                                | |
| Le Marly 1 m                             | Denumirea Marly vine de la « Marseille-Lyon », cele două orașe în care s-a construit telescopul. Acum este scos din serviciu.                                                                            |
| Telescopul elvețian Leonhard Euler 1,2 m | Construit de Observatorul din Geneva. Dedicat îndeosebi cercetării de exoplanete, complement al noului spectrograf HARPS, instalat la telescopul de 3,6 m.                                               |
| Danez 1,5 m                              | Construit de Danemarca, operat jumătate din timp de Danemarca, iar jumătate din timp de ESO. Astăzi este deschis doar jumătate din timp, fiind operat de Danemarca.                                      |
| Danez 50 cm                              | Construit de Danemarca. Acum este scos din serviciu. |
| Olandez 90 cm                            | Scos din serviciu. |
| SEST 15 m                                | Swedish-ESO Submillimetre Telescope. Scos din serviciu în vederea Atacama Pathfinder Experiment, apoi al ALMA.                                                                                           |
| Marseille 40 cm                          | Scos din serviciu. |
| Bochum 61 cm                             | Scos din serviciu. |
| CAT 1,4 m                                | Coudé Auxiliary Telescope, astăzi este scos din serviciu, și vândut recent Observatorului Lund, în Suedia. Reprezenta, atașat la telescopul de 3,6 m, semnătura vizuală unică a Observatorului La Silla. |
| IRIS                                     | Scos din serviciu. |
| Schmidt 1 m                              | Scos din serviciu. |
| GPO                                      | Scos din serviciu; înlocuit de Le Marly 1 m |
| REM                                      | Noul telescop robotic italian dedicat observării tresăririlor gamma. |

### Instrumente
Telescopul de 3,6 metri este echipat cu un „vânător” de exoplanete, cel mai performant din lume: spectrograful HARPS, a cărei precizie rămâne inegalat până azi, în timp ce telescopul de 2,2 metri este echipat cu o cameră WFI (Wide Field Image), la 67 de milioane de pixeli ale cărei imagini au devenit, în cea mai mare parte, celebre.

## Galerie de fotografii

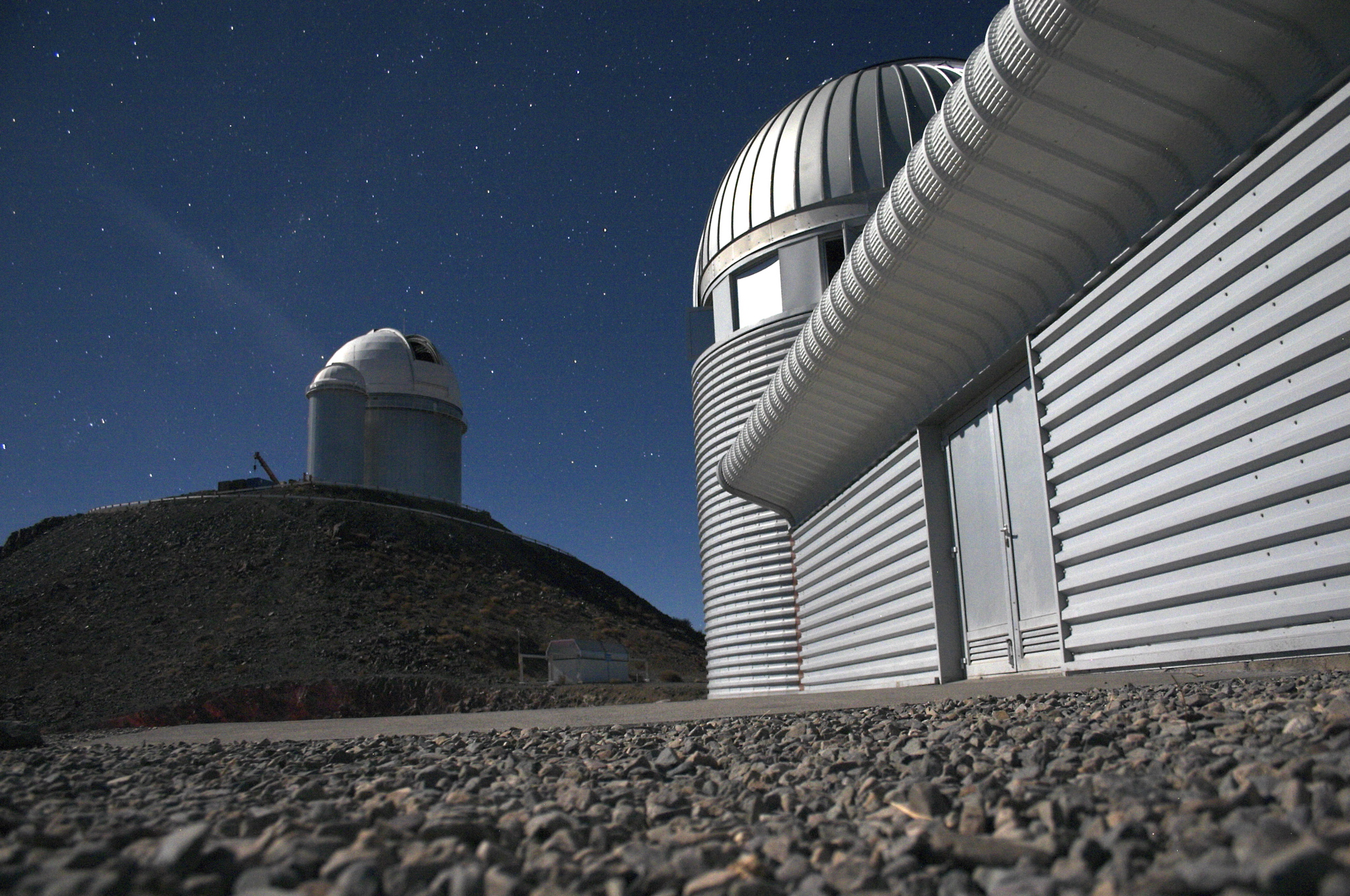
Vedere nocturnă a telescopului de 3,6 metri. Jos, în mijlocul imaginii, « sarcofagul ». La dreapta, cupola şi sala de control a telescopului Euler.
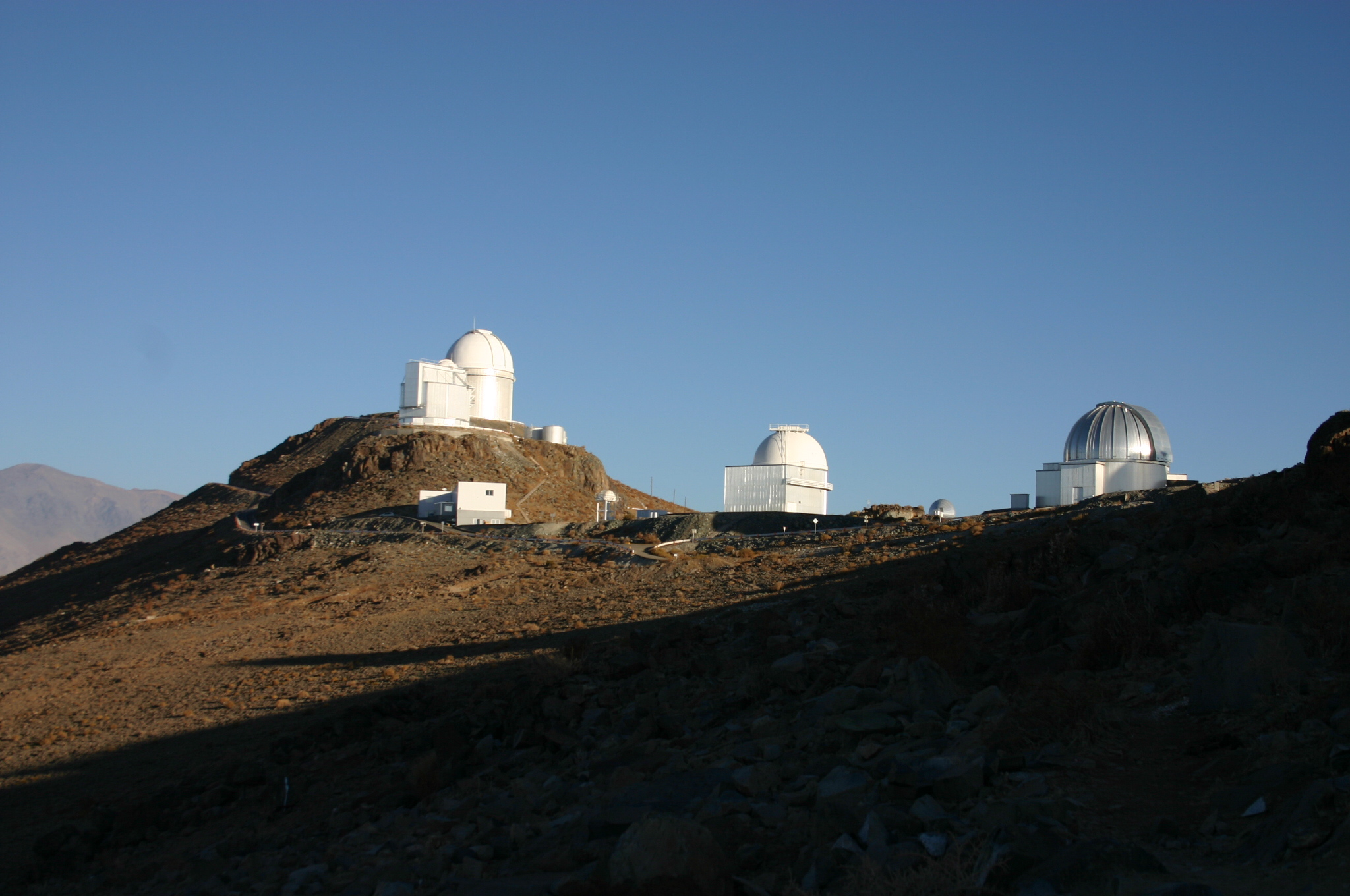
Vedere diurnă a sitului La Silla, cu lumina unei zile tipice la La Silla.
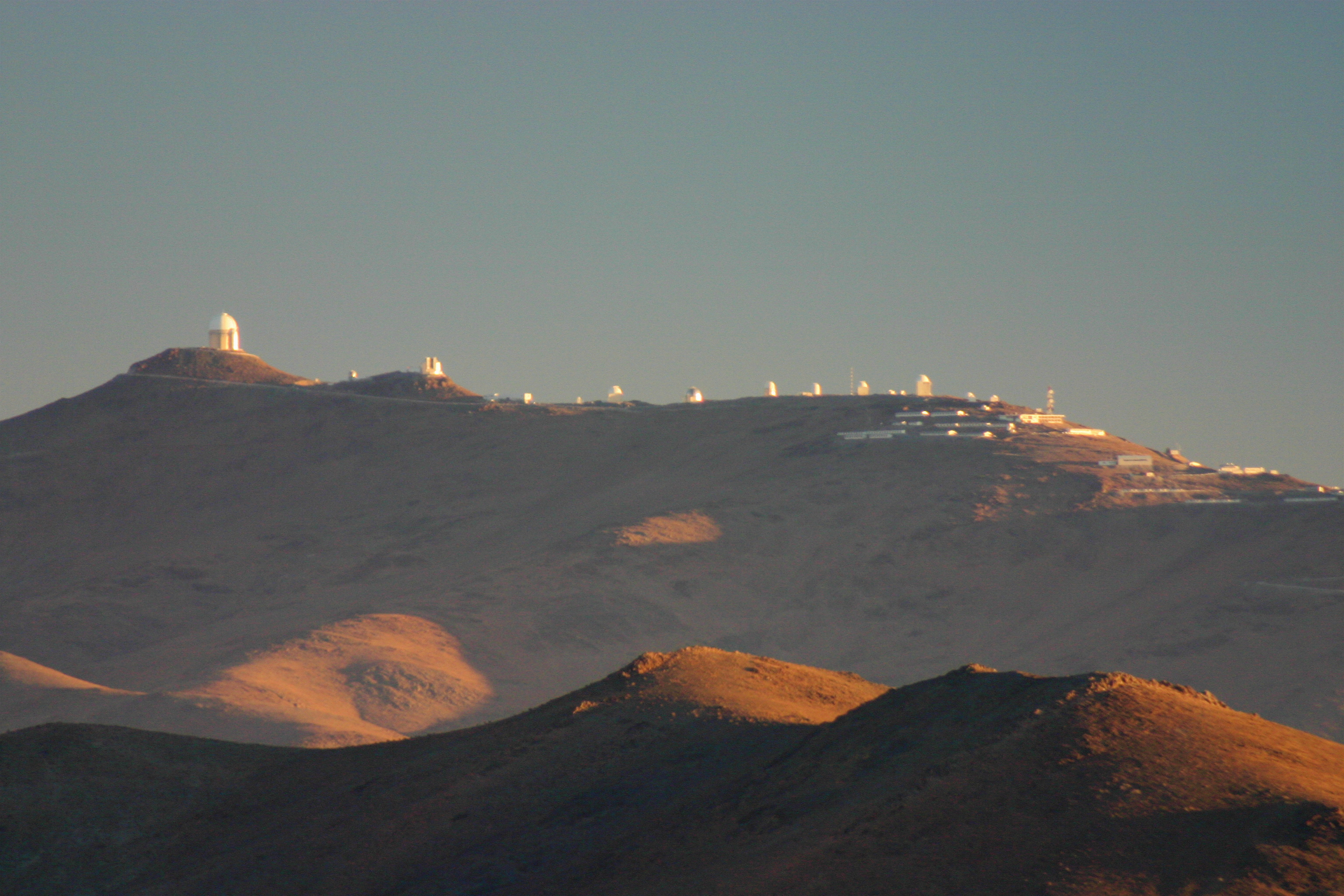
Vedere generală din La Silla, de pe drumul care duce la Observatorul Las Campanas.
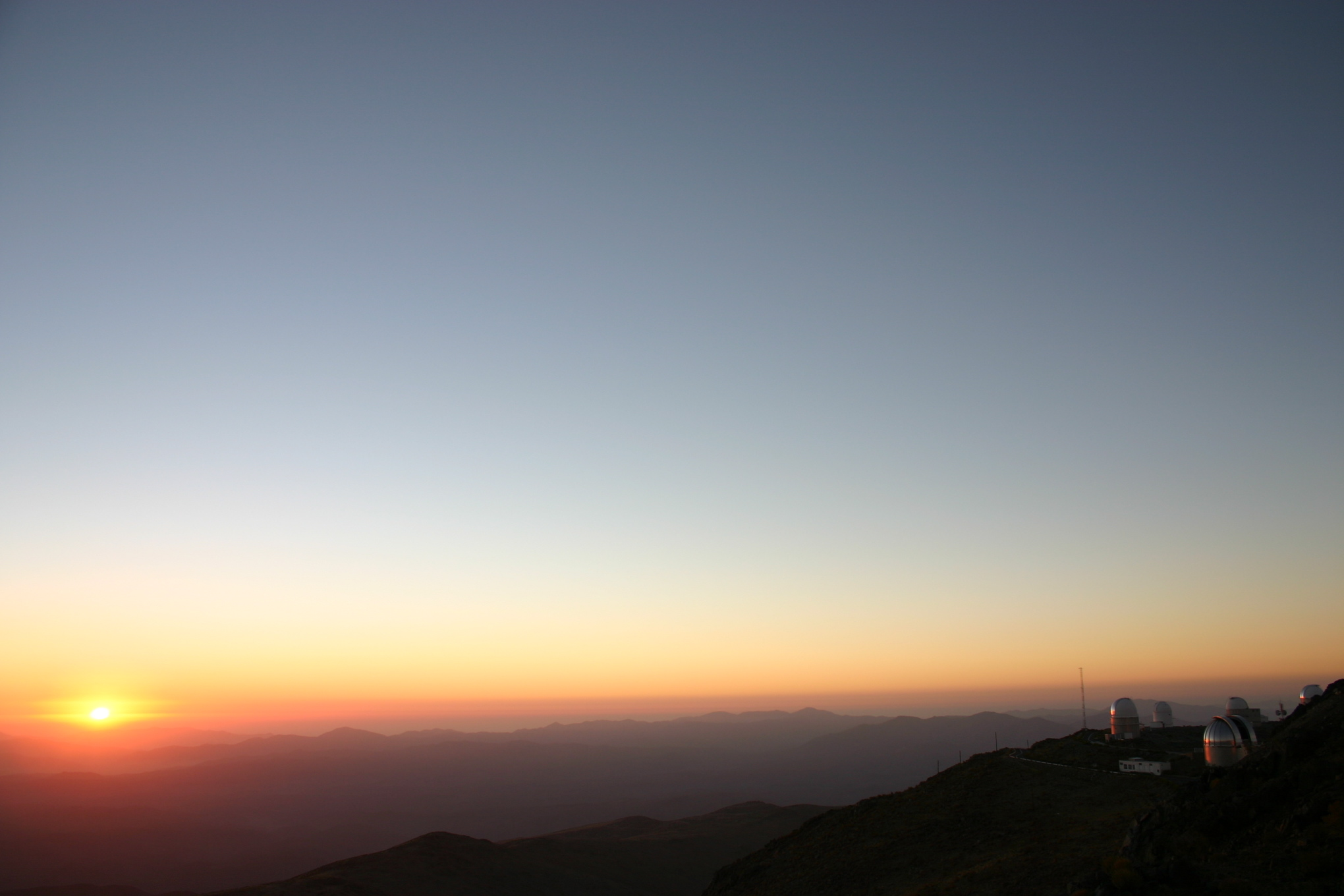
Apus de Soare la La Silla.
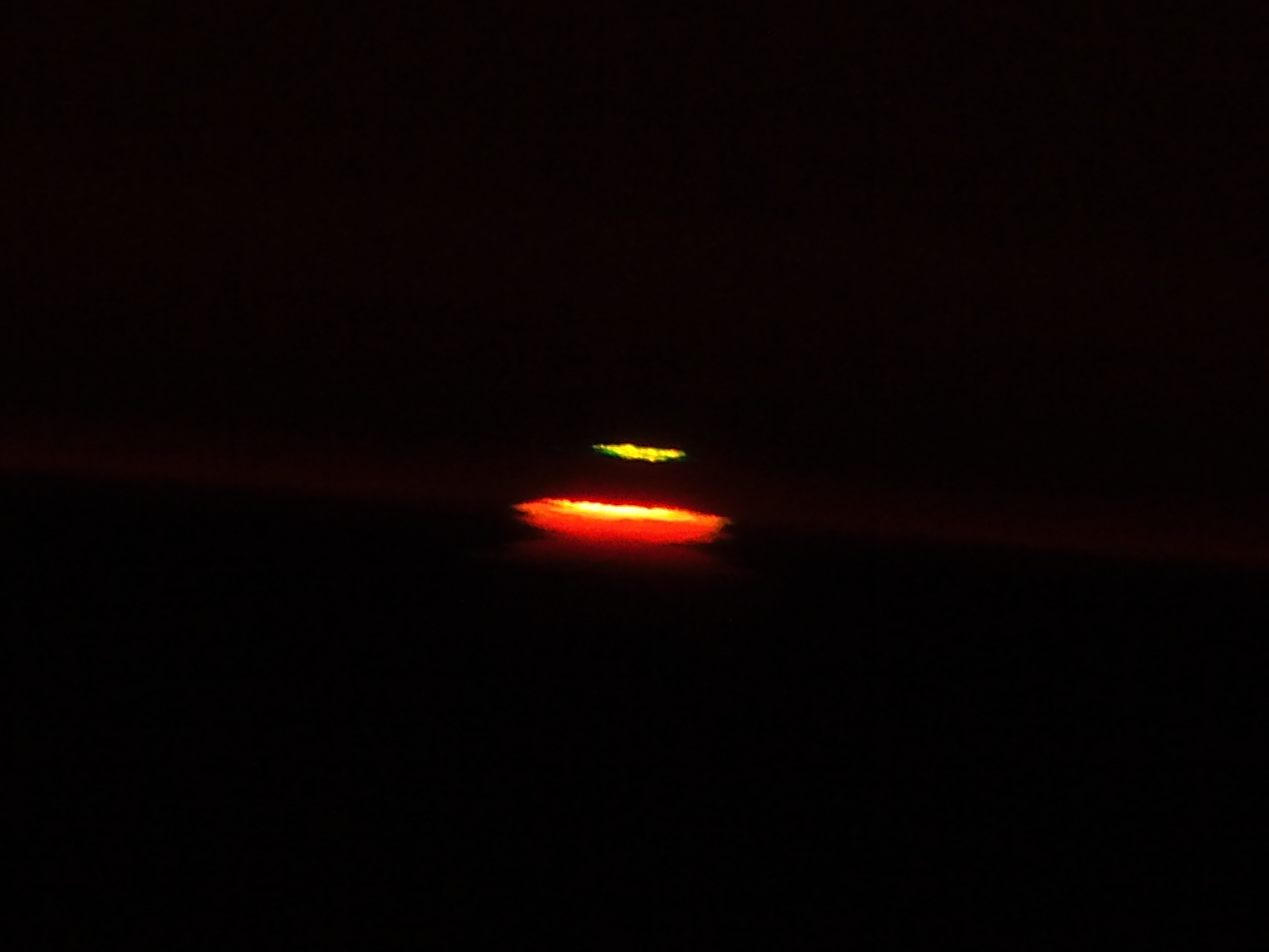
Rază verde observată la 14 noiembrie 2013 la Observatorul La Silla (ESO).
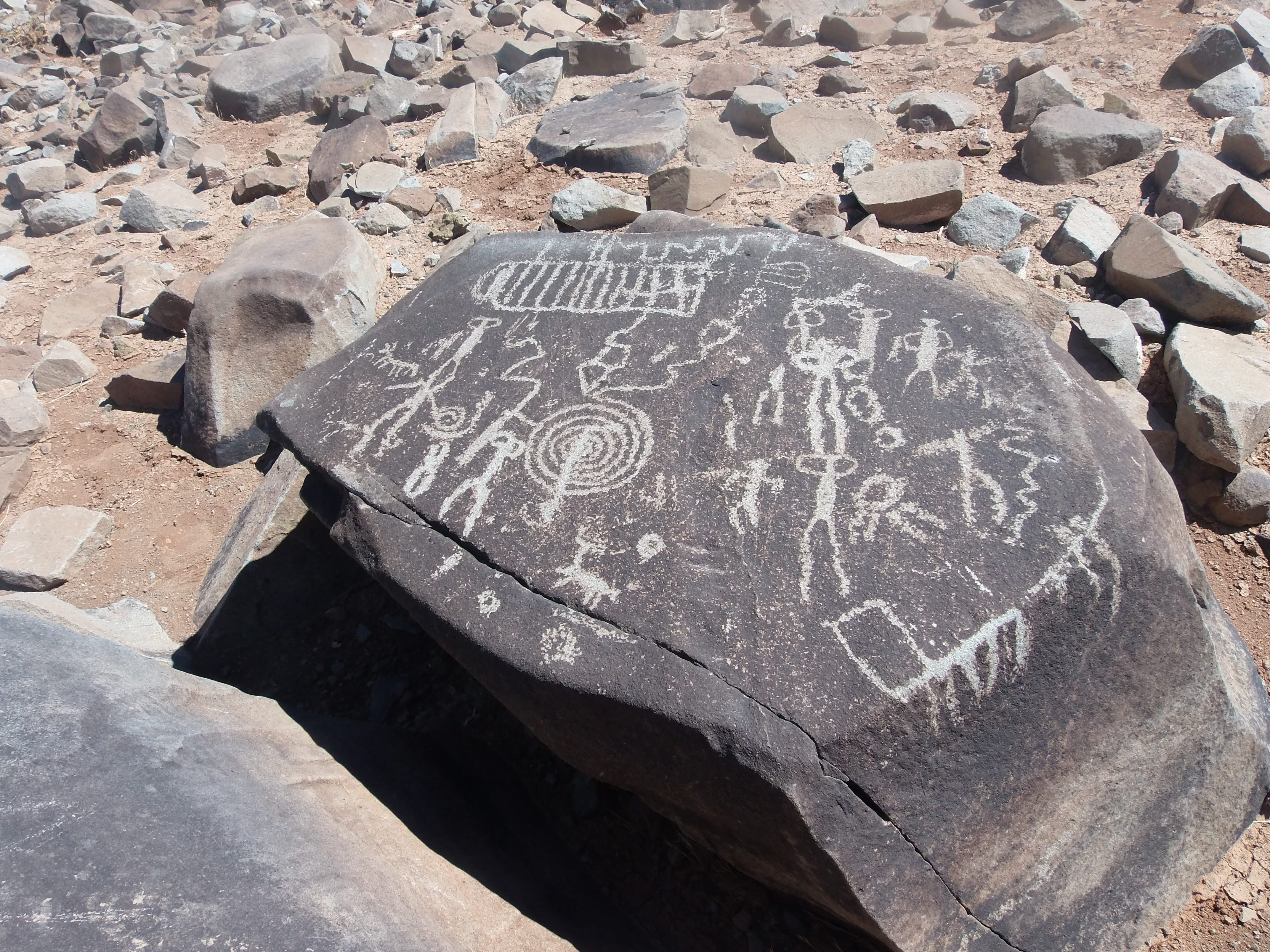
Petroglife vizibile la La Silla.

Panoramă a Observatorului La Silla, la apus de Soare, cu telescopul ESO de 3,6 m, în centru, și cu radiotelescopul suedez, scos din funcțiune, în prim-plan